# Стоунвол (Северна Каролина)
Стоунвол (енгл. Stonewall) град је у америчкој савезној држави Северна Каролина.

## Демографија
По попису из 2010. године број становника је 281, што је 4 (-1,4%) становника мање него 2000. године.
| Група             | 2000.       | 2010.       |
| Белци             | 212 (74,4%) | 213 (75,8%) |
| Афроамериканци    | 63 (22,1%)  | 57 (20,3%)  |
| Азијати           | 2 (0,7%)    | 1 (0,4%)    |
| Хиспаноамериканци | 3 (1,1%)    | 5 (1,8%)    |
| Укупно            | 285         | 281         |